# Peter Diederichs
Peter Diederichs (* 24. Februar 1923 in Konstanz; † 18. Februar 1982 ebenda) war ein deutscher Maler und Bildhauer.

## Leben
Peter Diederichs wurde am 24. Februar 1923 in Konstanz geboren und verbrachte sein gesamtes Leben in dieser Stadt. Von 1940 bis 1941 war er als Maler am Stadttheater Konstanz erstmals künstlerisch tätig.
1944 lernte er den Maler Willi Müller-Hufschmid kennen, mit dem er sich anfreundete. Durch ihn kam Diederichs erstmals in Kontakt mit Werken der modernen Malerei. 1950 heiratete er Theresia Presser, 1951 und 1952 wurden der Sohn Peter Lucas und die Tochter Felicitas geboren. In den 1950er-Jahren begann Diederichs zu malen, außerdem entwarf er Mosaike für Kunst am Bau. Gegen Ende der 1960er-Jahre begann er Modeschmuck herzustellen.
Nach der Trennung von seiner ersten Frau heiratete Diederichs 1969 die Künstlerin Anna Mayer (* 1935, verh. Diederichs). In dieser Zeit wandte er sich Werken mit mythologischem Themengehalt zu. Er schuf aus verschiedenen Materialien zusammengesetzte Skulpturen und Reliefs, mit denen er Bekanntheit erlangte und erste Ausstellungen hatte.
1970 lernte er den Literaturwissenschaftler Manfred Smuda kennen, mit dem ihn eine enge Freundschaft verband. Smuda verfasste Beiträge zu Diederichs Werken. 1982 starb Peter Diederichs unerwartet früh in Konstanz.

## Künstlerisches Schaffen
Diederichs Einstieg in eine künstlerische Laufbahn begann mit seiner Arbeit am Stadttheater Konstanz. Sein Schaffen unterteilt sich in zwei Perioden: in eine frühe (1940 bis Ende 1960er-Jahre) und eine späte (1969 bis zu seinem Tod 1982). Sein frühes Werk umfasst vor allem Gemälde in Tempera und Öl, aber auch Mosaik- und Keramikarbeiten.
Die Arbeiten der Jahre 1969 bis 1982 beschäftigen sich hauptsächlich mit mythologischen Themen der griechischen Antike, wobei der Künstler es für wichtig hielt, auch die grausamen, kontroversen und erotischen Seiten der Mythen zu zeigen. So schuf er Werke zu Medusa und den Gorgonen und beschäftigte sich wiederholt mit verschiedenen Göttern und Göttinnen der Fruchtbarkeit. Diederichs sagte dazu: „In der Kunst muss etwas gezeigt werden wie in einer Schaubude.“ Der Kunsthistoriker Harald Siebenmorgen assoziierte im Vorwort eines Ausstellungskataloges diese Arbeiten mit „Kirmesdekoration“.
Diederichs sammelte Trödel; von ungewöhnlichen Fundstücken fertigte er Abgüsse, die er in seine Werke integrierte. Diese Abgüsse konnten dupliziert und in verschiedenen Arbeiten eingesetzt werden. Mittels dieser Montagetechnik entstanden bizarre Plastiken, Reliefs und Skulpturen, die sich aus vielfältigen Materialien zusammensetzen. Zudem überzog der Künstler seine Schöpfungen teilweise mit Blattgold oder -silber.
Manfred Smuda und Edgar Piel haben den Hintergrund und die Aufarbeitung des mythologischen Themenkreises bei Peter Diederichs analysiert. Smuda ist der Ansicht, dass durch den Titel der Werke die jeweiligen Mythen zwar anklingen, aber diese nicht das eigentliche Thema sind. Stattdessen spielen die Werke laut Smuda mit vielgestaltigen Sichtweisen. Der Künstler erzeugt diesen Effekt, indem er seine Werke durch die Kombinationen von Fremdem und Bekanntem, Schönem und Abschreckendem, „Schaurigem und Sakralem“ sowie „Grauenvollem und Sexuellem“ verfremdet. Die Gegenüberstellung dieser gegensätzlichen Elemente verursacht eine wechselseitige Steigerung. Smuda bezeichnet Diederichs als Mythenforscher, weil er einen neuen, individuellen Zugang zu den Mythen schaffe. 

## Rezeption
Die Rezeption von Diederichs Werken wurde durch zwei Aspekte erschwert. Die skurrile Gestaltung der mythologischen Vorlage wirkt auf den Betrachter oft irritierend. Sein plötzlicher Tod ließ zudem sein Werk vorschnell in Vergessenheit geraten. So war der Schweizer Harald Szeemann, Kurator bzw. Mitkurator der Documenta 5 (1972) und der Biennalen von 1980, 1999 und 2001 in Venedig, auf den Künstler aufmerksam geworden und plante, ihn zu besuchen, was durch den Tod des Künstlers nicht mehr zustande kam. Zu seinen Lebzeiten bestritt Peter Diederichs lediglich drei Ausstellungen; nach 1982 wurde seinen Arbeiten in verschiedenen Museen gezeigt, finden jedoch immer noch nicht die Beachtung, die sie verdienen.

## Werke (Auswahl)
- Baum der Gorgonen und der heiligen Gänse, Holz, Polyester und andere Materialien, 1974–75, 226 × 53 × 53 cm, Konstanz Privatbesitz
- Apotropaion I (Medusa), Bildobjekt mit Glaskasten, Holz, Polyester und andere Materialien, 1974, 120 × 80 × 16 cm, Allensbach, Privatbesitz.
- Artemis, 1975, Wandobjekt, Holz, Polyester und andere Materialien, 225 × 85 × 55 cm, Konstanz Privatbesitz
- Dionysos (löwengestaltig), 1974–75, Wandbild, Holz, Polyester und andere Materialien, 145 × 95 × 26 cm, Allensbach Privatbesitz
- Medusa, 1976, Skulpturenbild, Holz, Polyester, z. T. vergoldet, 65 × 47,5 cm, Städtische Wessenberg-Galerie Konstanz

## Ausstellungen
- 5. Juli bis 5. Oktober 2025, Städtische Wessenberg-Galerie Konstanz am Bodensee: Im Fremden zu Hause. Peter Diederichs & Anna Diederichs.[10]